# Melanthera hastata
Melanthera hastata là một loài thực vật có hoa trong họ Cúc. Loài này được (Walt.) Rich. mô tả khoa học đầu tiên.